# Typhlocyba warana
Typhlocyba warana är en insektsart som beskrevs av Irena Dworakowska 1981. Typhlocyba warana ingår i släktet Typhlocyba och familjen dvärgstritar. Inga underarter finns listade i Catalogue of Life.